# پایازیتووو
پایازیتووو (به صربی: Pajazitovo) یک منطقهٔ مسکونی در صربستان است که در Aerodrom واقع شده‌است. پایازیتووو ۲۴۱ نفر جمعیت دارد.